# Flyers de Philadelphie
Pour les articles homonymes, voir Flyer.
Les Flyers de Philadelphie (en anglais Philadelphia Flyers) sont une équipe professionnelle de hockey sur glace située à Philadelphie aux États-Unis et qui fait partie de la Ligue nationale de hockey. Fondée en 1967 lors du repêchage d'expansion de la LNH, l'équipe qui dispute ses matchs au Wells Fargo Center a remporté la Coupe Stanley à deux reprises en 1974 et 1975.

## Historique détaillé
Au début des années 1930, les Pirates de Pittsburgh de la LNH déménagent à Philadelphie et sont renommés Quakers ; après une seule saison où Philadelphie ne remporte que quatre de ses 44 matchs, les Quakers sont dissous par la ligue.
Avant la venue des Flyers en 1967, plusieurs équipes de circuits mineurs et professionnels ont œuvré à Philadelphie. Lorsque la LNH se met à la recherche de nouvelles villes pour son expansion de 1967, la planification d'un nouvel aréna majeur démarre. Aussitôt la franchise accordée à Bill Putnam et Jerry Wolman, ces derniers achètent les As de Québec de la Ligue américaine de hockey pour en faire leur club école.
Des problèmes financiers poussent Wolman à vendre 60 % de ses parts à Ed Snider. Bud Poile est nommé premier directeur général et Keith Allen, entraîneur. Les deux gardiens de but, Doug Favell et Bernard Parent, qui sont repêchés via le repêchage d'expansion, terminent cette première saison au troisième rang de la LNH au niveau des buts accordés. Lors de ce repêchage sont aussi sélectionnés Ed Van Impe, John Miszuk, Lou Angotti, Pat Hannigan, Joe Watson, Gary Dornhoefer et Forbes Kennedy. À ces joueurs repêchés s'ajoutent des signatures d'agents libres tels Jean Gauthier, Léon Rochefort et Brit Selby, tandis que Claude Laforge, John Hanna, Simon Nolet, André Lacroix et Jean-Guy Gendron arrivent à Philadelphie en provenance des As de Québec.
Lors de la première saison, les Flyers terminèrent au premier rang de la division Ouest. Dans le dernier mois de la saison, le toit du Spectrum s'effondre après une tempête printanière et les Flyers doivent jouer leurs matchs locaux au Colisée de Québec. Les As accueillent les Flyers dans leur domicile du Colisée pour la portion de cinq parties entre le 10 et le 30 mars 1968. À cause des réparations, ils ne peuvent jouer dans leur aréna.
Les Blues de Saint-Louis les éliminent en sept rencontres lors de la première ronde des séries éliminatoires.
Après la saison 1971-1972, Ed Snider embauche Fred Shero comme d'entraîneur chef ; ce dernier met en place les « Broad Street Bullies » qui terrorisent leurs adversaires par leur jeu physique. De nouveaux visages prennent place dans l'alignement : Bill Barber et Rick MacLeish rejoignent Ed Van Impe, Bobby Clarke, Barry Ashby et Bernie Parent. La saison 1973-1974 marque le début de la domination des Flyers qui accèdent à trois finales consécutives de la Coupe Stanley, gagnant le championnat lors des deux premières occasions. Bernie Parent se voit remettre le trophée Conn-Smythe à chaque fois. Trois saisons après, les Flyers retrouvent la finale en 1980, mais sont vaincus par les Islanders de New York qui remportent la première de leurs quatre Coupes Stanley consécutives. Bobby Clarke annonce sa retraite à la suite de la saison 1983-1984 et est nommé directeur général de l'équipe quelques mois plus tard. La saison suivante marque l'émergence d'un jeune gardien suédois, Per-Eric Lindbergh, qui remporte ensuite le Trophée Vézina. Malgré la perte de Clarke, les Flyers marquent 113 points et accèdent à la finale où ils s'inclinent face aux Oilers d'Edmonton. En novembre 1985, Pelle Lindbergh se tue dans un accident de voiture après une séance d'entraînement des Flyers. Il est remplacé par Bob Froese et, malgré cette perte, les Flyers connaissent une autre bonne saison sous la gouverne de l'entraîneur Mike Keenan. Les Flyers, emmenés par Brian Propp, Tim Kerr, Mark Howe, Ilkka Sinisalo ou Dave Poulin s'inclinent face aux Rangers de New York en première ronde des séries éliminatoires.
En 1986-1987, un jeune gardien issu de leur filiale des Bears de Hershey, Ron Hextall, devient le numéro un de l'équipe et les Flyers retrouvent la finale. Ils s'inclinent à nouveau contre les Oilers d'Edmonton mais Hextall remporte néanmoins le trophée Conn-Smythe. La saison suivante, les Flyers perdent en première ronde face aux Capitals de Washington et Keenan est remplacé par Paul Holmgren. Ce dernier mène les Flyers à la finale d'Association en 1989 où ils sont éliminés par les Canadiens de Montréal. En 1989-1990, les Flyers ratent les séries pour la première en 18 ans ; Bobby Clarke part pour le Minnesota et Russ Farwell le remplace. Après une autre absence des séries en 1991 et un lent début de saison 1991-1992, Holmgren est congédié et plusieurs se succèdent ensuite derrière le banc des Flyers : entre 1992 et 2002, Bill Dineen, Terry Simpson, Terry Murray, Wayne Cashman, Roger Neilson, Craig Ramsey et Bill Barber sont tour à tour nommés à ce poste.
Eric Lindros, repêché par les Nordiques de Québec, refuse de rejoindre les Nordiques et est échangé aux Flyers en retour de Peter Forsberg, Steve Duchesne, Kerry Huffman, Mike Ricci, Ron Hextall, deux premiers choix de repêchage des Flyers, (Jocelyn Thibault), 15 000 000 dollars et des considérations futures (Chris Simon). Lors de sa première saison avec Philadelphie en 1992-1993, Lindros marque 41 buts en 61 matchs, mais les Flyers ratent les séries pour une 4e année consécutive malgré les contributions significatives de Mark Recchi et Rod Brind'Amour. L'année suivante, ils sont encore une fois éliminés des séries et Bobby Clarke revient à Philadelphie en tant que directeur général et succède à Farwell. À l'aube de la saison écourtée par le lock out en 1994-1995, Clarke nomme Terry Murray entraîneur chef et acquiert John Leclair, Eric Desjardins et Gilbert Dionne des Canadiens de Montréal contre Mark Recchi. Les années suivantes sont marquées par les nombreuses blessures de Lindros. LeClair devient le premier compteur de 50 buts en une saison des Flyers depuis Tim Kerr, performance qu'il trois fois. Malgré de bonnes saisons régulières, les Flyers ne parviennent pas à remporter la Coupe Stanley et les entraîneurs se succèdent à la tête de l'équipe. De même, de nombreux gardiens se suivent devant les filets de l'équipe : entre 1998 et 2004, Hextall, John Vanbiesbrouck, Brian Boucher, Roman Čechmánek, Sean Burke et Robert Esche occupe le poste de gardien numéro un. En 2000, Lindros est échangé aux Rangers de New York, laissant la tâche à LeClair, Recchi, Keith Primeau, Simon Gagné et Éric Desjardins de garder l'équipe au sommet. Lors des saisons suivantes, les Flyers recrutent de nombreux joueurs autonomes : Jeremy Roenick signe en 2001 et Tony Amonte est obtenu de Phoenix à la fin de la saison 2002-2003. Après une autre bonne saison sous les ordres de Ken Hitchcock en 2003-2004, les Flyers s'inclinent en finale d'Association face au futur champion de la coupe Stanley, le Lightning de Tampa Bay.
La saison 2006-2007 reste dans l'histoire des Flyers comme l'une des plus médiocres. En effet, l'équipe dirigée par Ken Hitchcock, remplacé par John Stevens en début d'année, établit plusieurs records d'équipe, dont le plus grand nombre de défaites (48), la plus petite récolte de points (56), le plus de défaites consécutives (10) et le plus de défaites consécutives à domicile (12). Ils battent également le record de la LNH pour la plus importante régression entre deux saisons : de 101 points et le titre de la division Atlantique en 2005-2006, Philadelphie descend à seulement 56 points au dernier rang de la ligue lors de la dernière saison.
Lors de la saison 2009-2010, les Flyers deviennent la troisième équipe seulement, après les Maple Leafs de Toronto en 1942 et les Islanders de New York en 1975, à remporter une série jouée au meilleur des 7 matchs après avoir perdu les trois premières rencontres. Ils réussissent cet exploit contre les Bruins de Boston en demi-finale d'Association. Ils atteignent la finale de la Coupe Stanley qu'ils perdent 4 parties à 2 face aux Blackhawks de Chicago.
Porteuse du numéro 00, la mascotte Gritty est dévoilée le 24 septembre 2018.

## Identité de l'équipe

### Logos

Logo de 1967 à 1999
Logo de 1999 à 2023
Logo depuis 2023

## Personnalités

### Joueurs

#### Effectif actuel
| No    | Nom                 | Nat. | Position      | Arrivée                          | Salaire        |
| ----- | ------------------- | ---- | ------------- | -------------------------------- | -------------- |
| +032, | Felix Sandstrom     |      | Gardien       | 2015 - Repêchage                 | +00750 000, $  |
| +079, | Carter Hart         |      | Gardien       | 2016 - Repêchage                 | +03 979 000, $ |
| +006, | Travis Sanheim      |      | Défenseur     | 2014 - Repêchage                 | +04 675 000, $ |
| +009, | Ivan Provorov       |      | Défenseur     | 2015 - Repêchage                 | +06 750 000, $ |
| +024, | Nick Seeler         |      | Défenseur     | 2021 - Agent libre               | +00775 000, $  |
| +054, | Egor Zamula         |      | Défenseur     | 2018 - Agent libre               | +00756 667, $  |
| +055, | Rasmus Ristolainen  |      | Défenseur     | 2021 - Sabres de Buffalo         | +05 100 000, $ |
| +061, | Justin Braun        |      | Défenseur     | 2022 - Agent libre               | +01 000 000, $ |
| +077, | Anthony DeAngelo    |      | Défenseur     | 2022 - Hurricanes de la Caroline | +05 000 000, $ |
| +094, | Ryan Ellis          |      | Défenseur     | 2021 - Predators de Nashville    | +06 250 000, $ |
| +011, | Travis Konecny      |      | Ailier droit  | 2015 - Repêchage                 | +05 500 000, $ |
| +013, | Kevin Hayes         |      | Centre        | 2019 - Jets de Winnipeg          | +07 142 857, $ |
| +014, | Sean Couturier – A  |      | Centre        | 2011 - Repêchage                 | +07 750 000, $ |
| +017, | Zack MacEwen        |      | Centre        | 2021 - Ballottage                | +00925 000, $  |
| +020, | Kieffer Bellows     |      | Ailier gauche | 2022 - Ballottage                | +01 200 000, $ |
| +021, | Scott Laughton – A  |      | Centre        | 2012 - Repêchage                 | +03 000 000, $ |
| +023, | Lukas Sedlak        |      | Centre        | 2022 - Ballottage                | +00800 000, $  |
| +025, | James Van Riemsdyk  |      | Ailier gauche | 2018 - Agent libre               | +07 000 000, $ |
| +038, | Patrick Brown       |      | Centre        | 2021 - Ballotage                 | +00750 000, $  |
| +044, | Nicolas Deslauriers |      | Ailier gauche | 2022 - Agent libre               | +01 750 000, $ |
| +046, | Bobby Brink         |      | Ailier droit  | 2019 - Repêchage                 | +00925 000, $  |
| +048, | Morgan Frost        |      | Centre        | 2017 - Repêchage                 | +00800 000, $  |
| +049, | Noah Cates          |      | Ailier gauche | 2017 - Repêchage                 | +00925 000, $  |
| +057, | Wade Allison        |      | Ailier droit  | 2016 - Repêchage                 | +00785 000, $  |
| +058, | Tanner Laczynski    |      | Centre        | 2016 - Repêchage                 | +00762 500, $  |
| +074, | Owen Tippett        |      | Ailier droit  | 2022 - Panthers de la Floride    | +01 500 000, $ |
| +086, | Joel Farabee        |      | Ailier gauche | 2018 - Repêchage                 | +05 000 000, $ |
| +089, | Cam Atkinson – A    |      | Ailier droit  | 2021 - Blue Jackets de Columbus  | +05 875 000, $ |
| -     | Artiom Anissimov    |      | Centre        | 2022 - Essai professionnel       | +0 000 0000, $ |

#### Meilleurs pointeurs
Le tableau suivant présente les statistiques des joueurs de l'histoire de la franchise ayant dépassé le cap des 500 points en carrière avec les Flyers de Philadelphie. Les statistiques sont mises à jour à la fin de la saison 2017-2018. Les joueurs en gras sont toujours en activité.
| Joueur                   | PJ    | B   | A   | Pts   |
| ------------------------ | ----- | --- | --- | ----- |
| Robert Clarke            | 1 144 | 358 | 852 | 1 210 |
| William Barber           | 903   | 420 | 463 | 883   |
| Brian Propp              | 790   | 369 | 479 | 848   |
| Richard MacLeish         | 741   | 328 | 369 | 697   |
| Claude Giroux            | 738   | 214 | 463 | 677   |
| Eric Lindros             | 486   | 290 | 369 | 659   |
| Timothy Kerr             | 601   | 363 | 287 | 650   |
| John LeClair             | 649   | 333 | 310 | 643   |
| Mark Recchi              | 602   | 232 | 395 | 627   |
| Roderick Brind'Amour     | 633   | 235 | 366 | 601   |
| Simon Gagné              | 691   | 264 | 271 | 535   |
| Gerhardt Dornhoefer (en) | 725   | 202 | 316 | 518   |
| Reginald Leach           | 606   | 306 | 208 | 514   |
| Richard Tocchet          | 621   | 232 | 276 | 508   |

#### Capitaines
- 1967-1968 : Louis Angotti
- 1968-1972 : Edward Van Impe (en)
- 1972-1973 : Edward Van Impe et Robert Clarke
- 1973-1979 : Robert Clarke
- 1979-1981 : Melvin Bridgman
- 1981-1982 : William Barber
- 1982-1983 : William Barber et Robert Clarke
- 1983-1984 : Robert Clarke
- 1984-1989 : David Poulin
- 1989-1990 : David Poulin et Ronald Sutter
- 1990-1991 : Ronald Sutter
- 1991-1992 : Richard Tocchet
- 1992-1993 : aucun capitaine
- 1993-1994 : Kevin Dineen
- 1994-1999 : Eric Lindros
- 1999-2000 : Eric Lindros et Éric Desjardins
- 2000-2001 : Éric Desjardins
- 2001-2002 : Éric Desjardins et Keith Primeau
- 2002-2006 : Keith Primeau
- 2006-2007 : Peter Forsberg
- 2007-2008 : Jason Smith
- 2008-2011 : Michael Richards
- 2011-2013 : Christopher Pronger
- 2013-2022 : Claude Giroux
- depuis 2024 : Sean Couturier

### Choix de premier tour
Chaque année et depuis 1963, les joueurs des ligues juniors ont la possibilité de signer des contrats avec les franchises de la LNH. Cette section présente les joueurs qui ont été choisis par les Flyers lors du premier tour. Ces choix peuvent être échangé et ainsi, une année les Flyers peuvent très bien ne pas avoir eu de choix de premier tour ou à l'inverse, en avoir plusieurs.
| Année | Joueur                             | Choix                                | Équipe junior                                                                              |
| ----- | ---------------------------------- | ------------------------------------ | ------------------------------------------------------------------------------------------ |
| 1967  | Serge Bernier                      | 5e au total                          | Sorel                                                                                      |
| 1968  | Lew Morrison                       | 8e au total                          | Bombers de Flin Flon (WCHL)                                                                |
| 1969  | Bob Currier                        | 6e au total                          | Cornwall                                                                                   |
| 1970  | Aucun                              | Aucun                                | Aucun                                                                                      |
| 1971  | Larry Wright Pierre Plante         | 8e au total 9e au total              | Pats de Regina (WCHL) Rangers de Drummondville (LHJMQ)                                     |
| 1972  | Bill Barber                        | 7e au total                          | Rangers de Kitchener (AHO)                                                                 |
| 1973  | Aucun                              | Aucun                                | Aucun                                                                                      |
| 1974  | Aucun                              | Aucun                                | Aucun                                                                                      |
| 1975  | Mel Bridgman                       | 1er au total                         | Cougars de Victoria (WCHL)                                                                 |
| 1976  | Mark Suzor                         | 17e au total                         | Canadians de Kingston (AHO)                                                                |
| 1977  | Kevin McCarthy                     | 17e au total                         | Monarchs de Winnipeg (WCHL)                                                                |
| 1978  | Behn Wilson Ken Linseman Dan Lucas | 6e au total 7e au total 14e au total | Canadians de Kingston (AHO) Bulls de Birmingham (AMH) Greyhounds de Sault Ste. Marie (AHO) |
| 1979  | Brian Propp                        | 14e au total                         | Wheat Kings de Brandon (LHOu)                                                              |
| 1980  | Mike Stothers                      | 21e au total                         | Canadians de Kingston (AHO)                                                                |
| 1981  | Steve Smith                        | 16e au total                         | Greyhounds de Sault Ste. Marie (LHO)                                                       |
| 1982  | Ron Sutter                         | 4e au total                          | Broncos de Lethbridge (LHOu)                                                               |
| 1983  | Aucun                              | Aucun                                | Aucun                                                                                      |
| 1984  | Aucun                              | Aucun                                | Aucun                                                                                      |
| 1985  | Glen Seabrooke                     | 21e au total                         | Petes de Peterborough (LHO)                                                                |
| 1986  | Kerry Huffman                      | 20e au total                         | Platers de Guelph (LHO)                                                                    |
| 1987  | Darren Rumble                      | 20e au total                         | Rangers de Kitchener (LHO)                                                                 |
| 1988  | Claude Boivin                      | 14e au total                         | Voltigeurs de Drummondville (LHJMQ)                                                        |
| 1989  | Aucun                              | Aucun                                | Aucun                                                                                      |
| 1990  | Mike Ricci                         | 4e au total                          | Petes de Peterborough (LHO)                                                                |
| 1991  | Peter Forsberg                     | 6e au total                          | MODO Hockey (SEL)                                                                          |
| 1992  | Ryan Sittler Jason Bowen           | 7e au total 15e au total             | Nichols (NY High School) Americans de Tri-City (LHOu)                                      |
| 1993  | Aucun                              | Aucun                                | Aucun                                                                                      |
| 1994  | Aucun                              | Aucun                                | Aucun                                                                                      |
| 1995  | Brian Boucher                      | 22e au total                         | Americans de Tri-City (LHOu)                                                               |
| 1996  | Dainius Zubrus                     | 15e au total                         | Lumber Kings de Pembroke (LCHJ)                                                            |
| 1997  | Aucun                              | Aucun                                | Aucun                                                                                      |
| 1998  | Simon Gagné                        | 22e au total                         | Remparts de Québec (LHJMQ)                                                                 |
| 1999  | Maxime Ouellet                     | 22e au total                         | Remparts de Québec (LHJMQ)                                                                 |
| 2000  | Justin Williams                    | 28e au total                         | Whalers de Plymouth (LHO)                                                                  |
| 2001  | Jeff Woywitka                      | 27e au total                         | Rebels de Red Deer (LHOu)                                                                  |
| 2002  | Joni Pitkanen                      | 4e au total                          | Kärpät Oulu (SM-liiga)                                                                     |
| 2003  | Jeff Carter Mike Richards          | 11e au total 24e au total            | Greyhounds de Sault Ste. Marie (LHO) Rangers de Kitchener (LHO)                            |
| 2004  | Aucun                              | Aucun                                | Aucun                                                                                      |
| 2005  | Steve Downie                       | 29e au total                         | Spitfires de Windsor (LHO)                                                                 |
| 2006  | Claude Giroux                      | 22e au total                         | Olympiques de Gatineau (LHJMQ)                                                             |
| 2007  | James van Riemsdyk                 | 2e au total                          | USNTDP (USHL)                                                                              |
| 2008  | Luca Sbisa                         | 19e au total                         | Hurricanes de Lethbridge (LHOu)                                                            |
| 2009  | Aucun                              | Aucun                                | Aucun                                                                                      |
| 2010  | Aucun                              | Aucun                                | Aucun                                                                                      |
| 2011  | Sean Couturier                     | 8e au total                          | Voltigeurs de Drummondville (LHJMQ)                                                        |
| 2012  | Scott Laughton                     | 20e au total                         | Generals d'Oshawa (LHO)                                                                    |
| 2013  | Samuel Morin                       | 11e au total                         | Océanic de Rimouski (LHJMQ)                                                                |
| 2014  | Travis Sanheim                     | 17e au total                         | Hitmen de Calgary (LHOu)                                                                   |
| 2015  | Ivan Provorov Travis Konecny       | 7e au total 24e au total             | Wheat Kings de Brandon (LHOu) 67's d'Ottawa (LHO)                                          |
| 2016  | Guerman Roubtsov                   | 22e au total                         | Russie U-18 (MHL)                                                                          |
| 2017  | Nolan Patrick Morgan Frost         | 2e au total 27e au total             | Wheat Kings de Brandon (LHOu) Greyhounds de Sault Ste. Marie (LHO)                         |
| 2018  | Joel Farabee Jay O'Brien           | 14e au total 19e au total            | USNTDP (USHL) Thayer Academy (USHS)                                                        |
| 2019  | Cam York                           | 14e au total                         | USNTDP U18 (USHL)                                                                          |
| 2020  | Tyson Foerster                     | 23e au total                         | Colts de Barrie (LHO)                                                                      |
| 2021  | Aucun                              | Aucun                                | Aucun                                                                                      |
| 2022  | Cutter Gauthier                    | 5e au total                          | USNTDP U18 (USHL)                                                                          |
| 2023  | Matvei MichkovOliver Bonk          | 7e au total 22e au total             | SKA St. Petersburg (KHL) Knights de London (OHL)                                           |

#### Numéros retirés
À l'heure actuelle, six anciens joueurs des Flyers ont vu leur numéro retirés.
| No  | Joueur        | Position                | Carrière  | Date du retrait  |
| --- | ------------- | ----------------------- | --------- | ---------------- |
| 1   | Bernie Parent | Gardien de but          | 1965-1979 | 11 octobre 1979  |
| 2   | Mark Howe     | Défenseur Ailier gauche | 1973-1995 | 6 mars 2012      |
| 4   | Barry Ashbee  | Défenseur               | 1962-1974 | 3 avril 1975     |
| 7   | Bill Barber   | Ailier gauche           | 1972-1984 | 11 octobre 1990  |
| 16  | Bobby Clarke  | Centre                  | 1969-1984 | 15 novembre 1984 |
| 88  | Eric Lindros  | Centre                  | 1991-2007 | 18 janvier 2018  |
| 99* | Wayne Gretzky | Centre                  | 1978-1999 | 6 février 2000   |

* Numéro retiré pour toutes les équipes par la LNH lors du 50e Match des étoiles.

### Dirigeants

#### Entraîneurs-chefs
| No | Nom               | Début du mandat  | Fin du mandat    | Saison régulière | Saison régulière | Saison régulière | Saison régulière | Saison régulière | Saison régulière | Saison régulière | Séries éliminatoires | Séries éliminatoires | Séries éliminatoires | Séries éliminatoires | Remarques                                                                                   |
| No | Nom               | Début du mandat  | Fin du mandat    | PJ               | V                | D                | N                | DP               | P                | % V              | PJ                   | V                    | D                    | % V                  | Remarques                                                                                   |
| -- | ----------------- | ---------------- | ---------------- | ---------------- | ---------------- | ---------------- | ---------------- | ---------------- | ---------------- | ---------------- | -------------------- | -------------------- | -------------------- | -------------------- | ------------------------------------------------------------------------------------------- |
| 1  | Keith Allen       | 6 juin 1966      | 19 mai 1969      | 150              | 51               | 67               | 32               | -                | 134              | 44,7             | 11                   | 3                    | 8                    | 27,3                 |                                                                                             |
| 2  | Victor Stasiuk    | 19 mai 1969      | 27 mai 1971      | 154              | 45               | 68               | 41               | -                | 131              | 42,5             | 4                    | 0                    | 4                    | 0,0                  |                                                                                             |
| 3  | Frederick Shero   | 2 juin 1971      | 22 mai 1978      | 554              | 308              | 151              | 95               | -                | 711              | 64,2             | 83                   | 48                   | 35                   | 57,8                 | Trophée Jack-Adams en 1973-1974 Coupes Stanley 1974 et 1975 Finale de la Coupe Stanley 1976 |
| 4  | Robert McCammon   | 6 juin 1978      | 30 janvier 1979  | 50               | 22               | 17               | 11               | -                | 55               | 55,0             | -                    | -                    | -                    | -                    |                                                                                             |
| 5  | John Quinn        | 30 janvier 1979  | 19 mars 1982     | 262              | 141              | 73               | 48               | -                | 330              | 63,0             | 39                   | 22                   | 17                   | 56,4                 | Trophée Jack-Adams en 1979-1980 Finale de la Coupe Stanley 1980                             |
| 6  | Robert McCammon   | 19 mars 1982     | 25 avril 1984    | 168              | 97               | 51               | 20               | -                | 214              | 63,7             | 10                   | 1                    | 9                    | 10,0                 |                                                                                             |
| 7  | Michael Keenan    | 24 mai 1984      | 11 mai 1988      | 320              | 190              | 102              | 28               | -                | 408              | 63,8             | 57                   | 32                   | 25                   | 56,1                 | Trophée Jack-Adams en 1984-1985 Finales de la Coupe Stanley 1985 et 1987                    |
| 8  | Paul Holmgren     | 1er juin 1988    | 4 décembre 1991  | 264              | 107              | 126              | 31               | -                | 245              | 46,4             | 19                   | 10                   | 9                    | 52,6                 |                                                                                             |
| 9  | William Dineen    | 4 décembre 1991  | 24 mai 1993      | 140              | 60               | 60               | 20               | -                | 140              | 50,0             | -                    | -                    | -                    | -                    |                                                                                             |
| 10 | Terry Simpson     | 24 mai 1993      | 20 mai 1994      | 84               | 35               | 39               | 10               | -                | 80               | 47,6             | -                    | -                    | -                    | -                    |                                                                                             |
| 11 | Terry Murray      | 23 juin 1994     | 13 juin 1997     | 212              | 118              | 64               | 30               | -                | 266              | 62,7             | 46                   | 28                   | 18                   | 60,9                 | Finale de la Coupe Stanley 1997                                                             |
| 12 | Wayne Cashman     | 7 juillet 1997   | 9 mars 1998      | 61               | 32               | 20               | 9                | -                | 73               | 59,8             | -                    | -                    | -                    | -                    |                                                                                             |
| 13 | Roger Neilson     | 9 mars 1998      | 8 juin 2000      | 185              | 92               | 57               | 33               | 3                | 220              | 59,5             | 29                   | 14                   | 15                   | 48,3                 |                                                                                             |
| 14 | Craig Ramsay      | 8 juin 2000      | 10 décembre 2000 | 28               | 12               | 12               | 4                | 0                | 28               | 50,0             | -                    | -                    | -                    | -                    |                                                                                             |
| 15 | William Barber    | 10 décembre 2000 | 30 avril 2002    | 136              | 73               | 40               | 17               | 6                | 169              | 62,1             | 11                   | 3                    | 8                    | 27,3                 | Trophée Jack-Adams en 2000-2001                                                             |
| 16 | Kenneth Hitchcock | 14 mai 2002      | 22 octobre 2006  | 254              | 131              | 73               | 28               | 22               | 312              | 61,4             | 37                   | 19                   | 18                   | 51,4                 |                                                                                             |
| 17 | John Stevens      | 22 octobre 2006  | 4 décembre 2009  | 263              | 120              | 109              | -                | 34               | 274              | 52,1             | 23                   | 11                   | 12                   | 47,8                 |                                                                                             |
| 18 | Peter Laviolette  | 4 décembre 2009  | 7 octobre 2013   | 272              | 145              | 98               | -                | 29               | 319              | 58,6             | 45                   | 23                   | 22                   | 51,1                 | Finale de la Coupe Stanley 2010                                                             |
| 19 | Craig Berube      | 7 octobre 2013   | 17 avril 2015    | 161              | 75               | 58               | -                | 28               | 178              | 55,3             | 7                    | 3                    | 4                    | 42,9                 |                                                                                             |
| 20 | David Hakstol     | 18 mai 2015      | 17 décembre 2018 | 277              | 134              | 101              | -                | 42               | 310              | 56,0             | 12                   | 4                    | 8                    | 33,3                 |                                                                                             |
| 21 | Scott Gordon      | 17 décembre 2018 | 15 avril 2019    | 51               | 25               | 22               | -                | 4                | 54               | 52,9             | -                    | -                    | -                    | -                    |                                                                                             |
| 22 | Alain Vigneault   | 15 avril 2019    | 6 décembre 2021  | 150              | 75               | 56               | -                | 19               | 169              | 56,3             | 16                   | 10                   | 6                    | 62,5                 |                                                                                             |
| 23 | Michael Yeo       | 6 décembre 2021  | 3 mai 2022       | 60               | 17               | 36               | -                | 7                | 41               | 34,2             | -                    | -                    | -                    | -                    |                                                                                             |
| 24 | John Tortorella   | 17 juin 2022     |                  |                  |                  |                  | -                |                  |                  |                  |                      |                      |                      |                      |                                                                                             |

#### Directeurs généraux
| No | Nom                 | Engagement       | Départ           | Remarques                                                            |
| -- | ------------------- | ---------------- | ---------------- | -------------------------------------------------------------------- |
| 1  | Norman Poile        | 31 mai 1966      | 19 décembre 1969 |                                                                      |
| 2  | Keith Allen         | 22 décembre 1969 | 27 mai 1983      | Coupes Stanley 1974 et 1975 Finales de la Coupe Stanley 1976 et 1980 |
| 3  | Robert McCammon     | 27 mai 1983      | 25 avril 1984    |                                                                      |
| 4  | Robert Clarke       | 15 mai 1984      | 16 avril 1990    | Finales de la Coupe Stanley 1985 et 1987                             |
| 5  | Russ Farwell (en)   | 6 juin 1990      | 15 juin 1994     |                                                                      |
| 6  | Robert Clarke       | 15 juin 1994     | 22 octobre 2006  | Finale de la Coupe Stanley 1997                                      |
| 7  | Paul Holmgren       | 22 octobre 2006  | 7 mai 2014       | Finale de la Coupe Stanley 2010                                      |
| 8  | Ronald Hextall      | 7 mai 2014       | 26 novembre 2018 |                                                                      |
| 9  | Chuck Fletcher (en) | 3 décembre 2018  | 10 mars 2023     |                                                                      |
| 10 | Daniel Brière       | 10 mars 2023     |                  |                                                                      |

### Membres du Temple de la renommée
Liste des anciens joueurs des Flyers intronisés au Temple de la renommée :
- William Barber
- Robert Clarke
- Paul Coffey
- Dale Hawerchuk
- Mark Howe
- Adam Oates
- Bernard Parent
- Darryl Sittler
- Allan Stanley

## Records d'équipe

### Saison
| Nom du record                     | Saison              | Nb de matchs | Record       |
| --------------------------------- | ------------------- | ------------ | ------------ |
| Plus haut total de points         | 1975-1976           | 80           | 118 points   |
| Plus bas total de points          | 2006-2007           | 82           | 56 points    |
| Plus grand nombre de victoires    | 1984-1985 1985-1986 | 80           | 53 victoires |
| Plus petit nombre de victoires    | 1969-1970           | 76           | 17 victoires |
| Plus grand nombre de matchs nuls  | 1969-1970           | 76           | 24 nuls      |
| Plus petits nombre de matchs nuls | 1985-1986           | 80           | 4 nuls       |
| Plus grand nombre de défaites     | 2006-2007           | 82           | 48 défaites  |
| Plus petit nombre de défaites     | 1979-1980           | 80           | 12 défaites  |
| Plus de buts marqués              | 1983-1984           | 80           | 350 buts     |
| Moins de buts marqués             | 1967-1968           | 74           | 173 buts     |
| Plus de buts concédés             | 1992-1993           | 84           | 319 buts     |
| Moins de buts concédés            | 1973-1974           | 84           | 164 buts     |